# Johannes Bjerg
Johannes Clausen Bjerg, född 26 januari 1886, död 10 februari 1955, var en dansk skulptör.
Johannes Clausen Bjerg var en av de ledande inom dansk skulptur efter Kai Nielsens död, blev professor vid Kunstakademiet 1945 och var dess direktör 1943-1946. Han härstammade från en jylländsk bondesläkt, men hans konst som fick sina avgörande impulser från Paris hade mycket lite med den danska allmogekonsten att göra, utan präglades i stället av klassisk statuarisk formstränghet. Trots intresse för rundskulpturen kom Bjerg att ägna sig mycket åter reliefer, där hans verk ofta påminner om Bertel Thorvaldsen. I hans bronsskulpturer från omkring 1917 framträder en sirlig elegans. Bland Bjergs främsta arbeten märks Abessinier (1914-15, brons), Den havande (1914-18, granit), Kärlekskampen (1921-22, brons) och den stora realistiskt monumentala skulpturen Skepparen Clement i Aalborg (1919-21, brons).